# Здание полицейского управления (Крапивна)
Здание полицейского управления с казначейством («Дом Ще́лина», «Дом с колоннами», «Полицейское управление и казначейство») — двухэтажное кирпичное здание с колоннами, располагающееся в городе Крапивне по адресу ул. Коммунаров, 40, памятник архитектуры 1-й половины XIX века федерального значения. 10 сентября 2021 года в здании открылся музей земства и градостроительной истории. Экспозиция музея рассказывает об опыте местного самоуправления в Крапивенском уезде после проведения земской реформы в 1864 году.

## История
Точная дата возведения дома неизвестна, но, судя по его архитектуре, её относят к концу первой половины или к середине XIX столетия.
Заказчиком постройки и первым владельцем здания являлся Александр Матвеевич Щелин — крапивенский помещик, штабс-капитан в отставке, участник войн с Наполеоном и Турцией, уездный предводитель дворянства в 1826—1834 годах. В 1833—1835 году здание было приобретено казной для размещения в нём уездных присутственных мест. Затем на первом этаже размещалось уездное казначейство, а на втором — жандармское управление.
В этом здании в казначействе и жандармском управлении неоднократно бывал по служебной надобности и для исполнения многочисленных общественных обязанностей Лев Николаевич Толстой, избранный в мае 1861 года на должность мирового посредника по 4-му участку Крапивенского уезда Тульской губернии. В 1870-е годы писатель принимал участие в работе земских учреждений в качестве гласного Крапивенского уездного земства, а затем губернского земства. В 1874 году он был избран от земства членом училищного совета и помощником уездного председателя училищного совета, а в 1876—1879 годах — членом попечительского совета женской прогимназии в Крапивне, членом контрольной комиссии по выдаче пособий семьям призванных на войну ратников и запасных, почётным мировым судьёй и членом ревизионной комиссии.
После революции 1917 года здесь в разное время размещались детский дом, общежитие для детей из дальних деревень, школа. С начала 80-х годов XX века здание не эксплуатировалось, оставаясь бесхозным и запущенным. В 2011 году вернулись к проекту реставрации, который долгое время оставался замороженным, но ограничились только первоочередными противоаварийными работами.

## Архитектура здания
Двухэтажное каменное здание, Г-образное в плане, занимавшее видное место в облике небольшого уездного города, является правдивым памятником архитектуры XIX столетия в русской провинции.
Дом имеет в центре главного фасада четырёхколонный портик с треугольным фронтончиком. Колонны, зрительно объединяющие оба этажа, расставлены неравномерно: интервал между средними, где размещён вход в здание, шире, чем между боковыми колоннами. Между колоннами и фасадной стеной на уровне пола второго этажа устроен небольшой балкончик, придающий дому характер жилого помещения, хотя с 1833 года он был государственным административным зданием.
Дом с крышей на четыре ската имеет скромное декоративное оформление: стены первого этажа украшены рустовкой, стены второго — оставлены гладкими. Над окнами первого этажа — небольшой карниз.

## Современное состояние
Здание бывшего полицейского управления находится в оперативном управлении Музея-усадьбы Л. Н. Толстого «Ясная Поляна».
В конце 2017 года в Крапивенском музее на открывшейся выставке «Земство» были представлены результаты проекта по разработке концепции нового музея истории Крапивенского земства, который предполагается открыть в «Доме с колоннами» после реставрации здания. Проект, в котором особое внимание уделено изучению и представлению малоизвестной широкой публике земской деятельности Л. Н. Толстого, посвятившему ей около двадцати лет, реализован музеем-усадьбой «Ясная Поляна» на средства гранта Президента РФ.
Полноценная реставрация здания проводилась в рамках празднования 500-летия Тульского кремля и Большой засечной черты в соответствии с федеральной программой.
В 2021 года в отреставрированном здании — открытие Музея земства, первый этаж которого посвящён градостроительству, планировке уездного города, истории самого «дома с колоннами», а второй этаж — земской деятельности, представленной в трёхуровневой экспозиции, где через призму земства показана и уездная история, и всероссийские события второй половины XIX — начала XX веков, и отношение к ним Льва Толстого.